# Big bad mama
Big bad mama és una pel·lícula estatunidenca de comèdia i d'acció de 1974 produïda per Roger Corman, protagonitzada per Angie Dickinson, William Shatner i Tom Skerritt, amb Susan Sennett i Robbie Lee. Aquesta pel·lícula tracta sobre una mare, la Wilma (interpretada per Dickinson) i les seves dues filles, la Polly (Robbie Lee) i la Billie Jean (Susan Sennett). Després que la mare s'enamori inesperadament d'un atracador de bancs, tot acaba amb conseqüències tràgiques. Big bad mama es va convertir en un èxit de culte i va ser seguit per una seqüela, Big Bad Mama II, el 1987. S'ha doblat al català per TV3, que va emetre-la per primer cop el 15 de novembre de 2002.

## Repartiment
- Angie Dickinson com a Wilma McClatchie
- Tom Skerritt com a Fred Diller
- William Shatner com a William J. Baxter
- Robbie Lee com a Polly McClatchie
- Susan Sennett com a Billie Jean McClatchie
- Noble Willingham com l'oncle Barney
- Sally Kirkland com la dona d'en Barney
- Dick Miller com a Bonney
- Joan Prather com a Jane Kingston
- Royal Dano com a reverend Johnson